# Astana BK

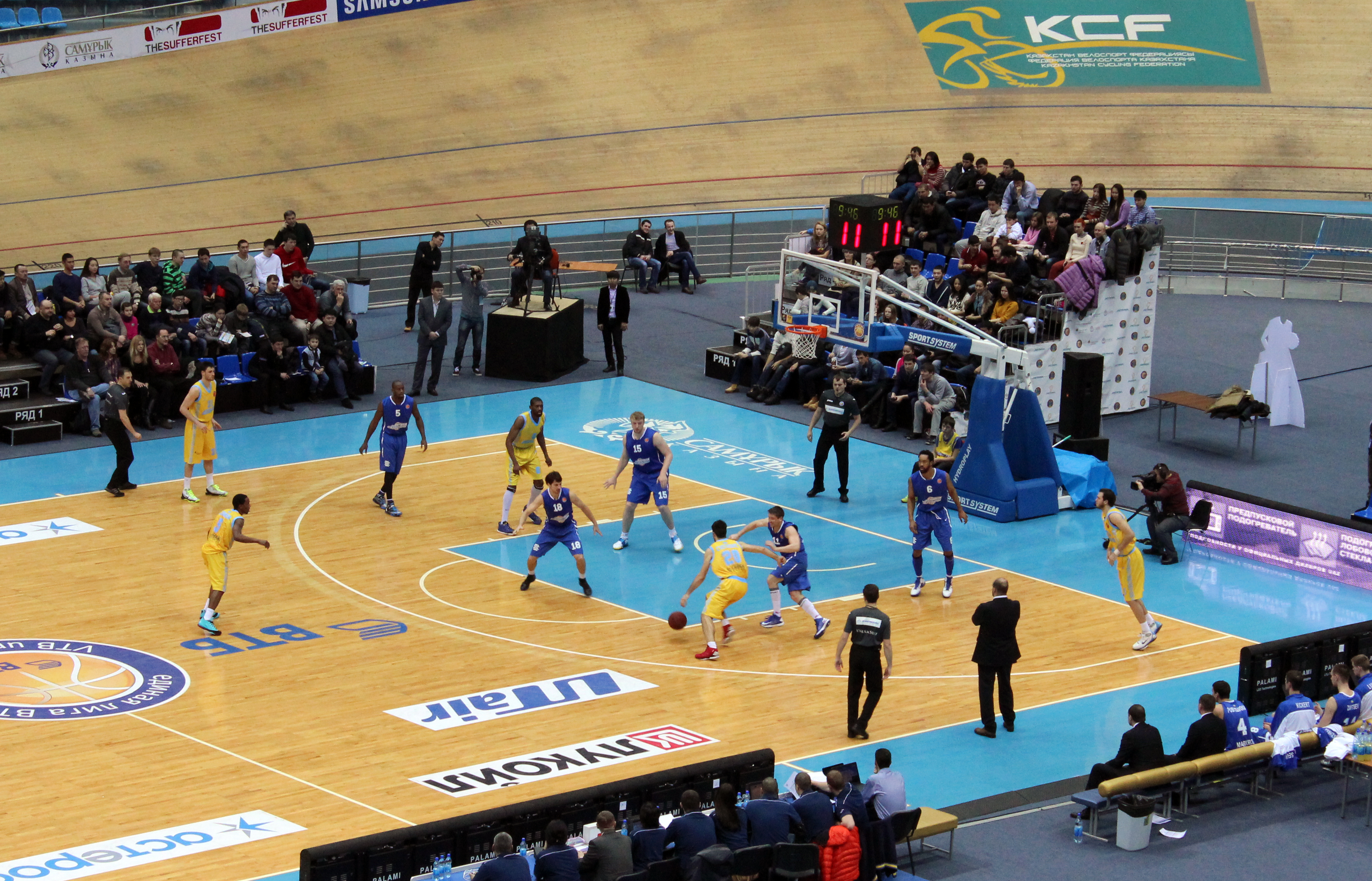
Astana BK vs. BK Azovmasj Marioepol, VTB United League, 2 februari 2014, in het Saryarka Velodrome.

Astana Basketbol kloeb (Kazachs: Астана баскетбол клубы), (Russisch: Баскетбольный клуб Астана) is een professionele basketbalclub uit Astana (Kazachstan).

## Geschiedenis
Astana BK werd opgericht in maart 2011 met als doel om deel te nemen in de VTB United League. Valeri Tichonenko werd gekozen als de algemeen directeur. Er waren twijfels door andere clubs in de competitie, te wijten aan het gebrek aan een basketbal traditie in Kazachstan, maar Astana beantwoordde aan alle toelatingseisen, met inbegrip van hun budget, het stadion (een vernieuwde Saryarka Velodrome) en de nabijheid van hotels, en een internationale luchthaven. De club kreeg de financiering van sponsor Samruk-Kazyna. Ze haalde een aantal Kazachse spelers van de succesvolle club Astana Tigers. Ook het werven van hun coach Vitali Strebkov om te dienen als assistent-coach werkte mee. Het team werd een deel van de omnisportvereniging Astana Presidential Sports Club, toen die werd opgericht in december 2012.

## Erelijst
- Landskampioen Kazachstan: 12
  - Winnaar: 2012, 2013, 2014, 2015, 2017, 2018, 2019, 2020, 2021, 2022, 2023, 2025
  - Tweede: 2016
- Bekerwinnaar Kazachstan: 11
  - Winnaar: 2011, 2012, 2013, 2014, 2017, 2018, 2019, 2020, 2021, 2023, 2024
  - Runner-up: 2022

## Bekende (oud)-spelers
- Dimitrios Katsivelis
- Rod Odom
- Royce Hamm Jr.

## Bekende (oud)-coaches
- Matteo Boniciolli (2011-2013)
- Aleksandar Trifunović (2013-2015)
- Ramūnas Butautas (2015-2016)
- Ilias Papatheodorou (2016-2017)
- Michail Karpenko (2017-2018)
- Emil Rajković (2018-2021)
- Darko Russo (2021-heden)